# Tomislav Panenić
Tomislav Panenić (ur. 12 marca 1973 w Nürtingen) – chorwacki polityk, ekonomista i samorządowiec, parlamentarzysta, w 2016 minister gospodarki.

## Życiorys
Na początku lat 90. był ochotnikiem podczas wojny w Chorwacji. W 2000 ukończył studia ekonomiczne na Uniwersytecie w Osijeku. Pracował jako nauczyciel oraz w prywatnych przedsiębiorstwach. Później zawodowo związany z zarządzaniem projektami, w tym organizowanymi przez Bank Światowy oraz finansowanymi z funduszy europejskich. Zatrudniony głównie w agencji rozwoju TINTL. W 2013 objął stanowisko burmistrza miejscowości Tompojevci, a w 2015 chorwackiej sieci rozwoju obszarów wiejskich (HMRR).
Dołączył do ugrupowania Most Niezależnych List, z jego ramienia w wyborach w 2015 uzyskał mandat posła do Zgromadzenia Chorwackiego. W styczniu 2016 objął urząd ministra gospodarki w rządzie Tihomira Oreškovicia. W przedterminowych wyborach w tym samym roku z powodzeniem ubiegał się o poselską reelekcję. Stanowisko ministra zajmował do końca funkcjonowania gabinetu, tj. do października 2016. Opuścił Most w trakcie kadencji.
W 2021 został wybrany do rady żupanii vukowarsko-srijemskiej.